# Orne (reka)
Orne je reka v severozahodni francoski regiji Spodnji Normandiji, dolga 152 km. Izvira v gričevju pokrajine Perche, teče sprva proti severozahodu, nato pa proti severu, kjer se izliva v Rokavski preliv.

## Geografija

### Porečje
- Odon (Caen)
- Laize (Clinchamps-sur-Orne)
- Noireau (Pont-d'Ouilly)
- Rouvre (Le Mesnil-Villement)
- Maire (Ecouché)
- Udon (Ecouché)
- Cance (Ecouché)
- Baize (Argentan)
- Ure (Argentan)
- Don (Médavy)
- Sennevière (Mortrée)

### Departmaji in kraji
Reka Orne teče skozi naslednja departmaja in kraja:
- Orne (departma): Argentan,
- Calvados: Caen.